# Atmosfär (tryckenhet)
Atmosfär, atm, är en tryckenhet på 101,325 kPa (101 325 Pa), vilket motsvarar normalt atmosfärtryck vid havsytan. I äldre litteratur förekommer preciseringarna standardatmosfär eller normalatmosfär. Dessutom förekommer begreppet teknisk atmosfär, at, som motsvarar 98,0655 kPa, som är skillnaden i tryck mellan trycket på 10 meters djup och vanligt atmosfärstryck.
Inom bland annat dykning och praktisk hydraulik använder man termerna atmosfäriskt absoluttryck (ata), som är det totala trycket, samt atmosfäriskt övertryck (atö) som är tryckskillnaden mot lufttrycket vid vattenytan.
| Omvandlingstabell för tryckenheter | Omvandlingstabell för tryckenheter | Omvandlingstabell för tryckenheter | Omvandlingstabell för tryckenheter | Omvandlingstabell för tryckenheter | Omvandlingstabell för tryckenheter | Omvandlingstabell för tryckenheter | Omvandlingstabell för tryckenheter |
| v • r                              | Pascal                             | bar (a)                            | Atmosfär                           | Teknisk atmosfär                   | Torr                               | Skålpunds-kraft per kvadrattum     | cm vattenpelare                    |
| v • r                              | [Pa]                               | [bar]                              | [atm]                              | [at]                               | [Torr]≈[mmHg]                      | [psi]                              | [cmH2O]                            |
| ---------------------------------- | ---------------------------------- | ---------------------------------- | ---------------------------------- | ---------------------------------- | ---------------------------------- | ---------------------------------- | ---------------------------------- |
| 1 Pa                               | ≡ 1 N/m2                           | 10−5                               | 9,8692×10−6                        | 1,0197×10−5                        | 7,5006×10−3                        | 145,04×10−6                        | 0,0101972                          |
| 1 bar (a)                          | 100 000                            | ≡ 106 dyn/cm2                      | 0,98692                            | 1,0197                             | 750,06                             | 14,5037744                         | 1019,72                            |
| 1 atm                              | 101 325                            | 1,01325                            | ≡ 1 atm                            | 1,0332                             | 760                                | 14,696                             | 1033,23                            |
| 1 at                               | 98 066,5                           | 0,980665                           | 0,96784                            | ≡ 1 kgf/cm2                        | 735,56                             | 14,223                             | 1000,02                            |
| 1 Torr                             | 133,322                            | 1,3332×10−3                        | 1,3158×10−3                        | 1,3595×10−3                        | ≡ 1 Torr; ≈ 1 mmHg                 | 19,337×10−3                        | 1,35951                            |
| 1 psi                              | 6,894×103                          | 68,948×10−3                        | 68,046×10−3                        | 70,307×10−3                        | 51,715                             | ≡ 1 lbf/tum2                       | 70,3072                            |
| 1 cmH2O                            | 98,0665                            | 0,980665×10−3                      | 0,967838×10−3                      | 9,99984×10−4                       | 0,73556                            | 0,0142233                          | ≡ 1 cmH2O                          |